# Antrophyum intramarginale
Antrophyum intramarginale là một loài dương xỉ trong họ Pteridaceae. Loài này được Baker ex Jenman Kartesz & Gandhi mô tả khoa học đầu tiên năm 1991.